# Peter Barakan
Peter Barakan (Londra, 20 agosto 1951) è un conduttore televisivo inglese.
Conduce il programma Begin Japanology su NHK World dove spiega, in lingua inglese, i vari aspetti della cultura giapponese.

## Vita privata
È sposato con Mayumi Yoshida ed è fratello del musicista Shane Fontayne.